# Königliche Physiographische Gesellschaft in Lund
Die Königliche Physiographische Gesellschaft in Lund. Akademie für Naturwissenschaft, Medizin und Technik. (schwedisch Kungliga Fysiografiska Sällskapet i Lund. Akademi för naturvetenskap, medicin och teknik.) ist eine der Königlichen Akademien in Schweden. Sie wurde am 2. Dezember 1772 als Physiographische Gesellschaft gestiftet und hat ihren Sitz in der südschwedischen Universitätsstadt Lund.
Treibende Kraft bei der Gründung der Akademie war der Naturforscher Anders Jahan Retzius, damals Professor für Naturgeschichte an der Universität Lund. Die übrigen Gründer waren der Theologe und spätere Bischof und Prokanzler der Universität Nils Hesslén sowie der Doktor der Medizin Andreas Barfoth. Am 6. März 1778 bekräftigte König Gustav III. die Gründung, womit die Akademie ihren vollen Namen erhielt. Seit einigen Jahren führt sie den Zusatz Akademie für Naturwissenschaft, Medizin und Technik um auf die seit der Gründung verlagerte Schwerpunktarbeit hinzuweisen.
Die Gesellschaft verwaltet erhebliche Spenden, aus denen Stipendien vor allem an jüngere Forscher vergeben werden, die sich am internationalen Wissenschaftsaustausch beteiligen. 2006 wurden Stipendien in Höhe von 25 Mio. SEK vergeben.